# Quinto Bucci
Quinto Bucci (Mercato Saraceno, 25 febbraio 1912 – Cesena, 28 aprile 1970) è stato un politico e sindacalista italiano.

## Biografia
Il padre, contadino, emigrò con la moglie e alcuni parenti a Ransart, in Belgio, dove fece il minatore. Rientrò in Italia con la famiglia allo scoppio della guerra, si arruolò e morì nel 1918. La moglie, rimasta vedova a 26 anni, andò a servizio a Cesena nella famiglia del direttore delle scuole elementari. Quinto, unico sopravvissuto di sei fratelli, frequentò le scuole elementari, quindi imparò il mestiere di marmista presso gli Artigianelli dei padri Giuseppini di Cesena. Dopo un breve periodo in Belgio a fare il minatore, alla fine degli anni trenta trovò lavoro come operaio alla Arrigoni di Cesena facendosi notare come agitatore. 
All'inizio del 1942, dopo essere stato tra i promotori di una sottoscrizione indetta dal "Soccorso rosso" a favore di un comunista in prigione, fu arrestato e condannato a tre anni di carcere per appartenenza ad associazione sovversiva. Fu rinchiuso prima a Regina Coeli dove diventò amico di Mauro Scoccimarro, quindi a Fossano di Cuneo. Liberato prima della scadenza dei termini, entrò nella Resistenza con il nome di Alfredo e combatte come commissario politico nella brigata Garibaldi che operava nelle zone di Santa Sofia, San Piero in Bagno, Mandrioli, Campigna, Muraglione, Tredozio. Fu tra i primi ad entrare a Cesena liberata.
Eletto all'Assemblea costituente con più di 15.000 voti, fu capogruppo consiliare nel comune di Cesena sino al 1964 e sindacalista: nel 1947 entrò al posto di Luciano Lama nella segreteria della Cgil di Forlì, nel 1955 divenne segretario regionale della Cgil nelle Marche. Nel 1960 fece parte del Direttivo della Federazione provinciale comunista di Forlì.